# Moos auf den Steinen
Moos auf den Steinen ist ein österreichisches Gesellschaftsfilmdrama aus dem Jahre 1968 von Georg Lhotsky mit der Kino-Debütantin Erika Pluhar in der Hauptrolle. Dem Film, der zu seiner Zeit als zentrales Werk eines neuen österreichischen Films angesehen wurde, liegt der gleichnamige Roman von Gerhard Fritsch, der auch am Drehbuch beteiligt gewesen war, zugrunde.

## Handlung
Der Film versucht eine Bestandsaufnahme des zeitgenössischen Österreichs zu geben und als Spiegelbild einer in sich zerrissenen Gesellschaft zu wirken. Im Mittelpunkt stehen zwei Kontrahenten, der eher schweigsame Literat Petrik und der außerordentlich redselige Geschäftsmann Mehlmann. Während der junge Petrik sich zwar seinen Idealismus bewahrt hat, dabei aber stets literarisch wie kommerziell erfolglos blieb, ist der saturierte Mehlmann ausgesprochen geschäftstüchtig und hat es so zu einigem Erfolg gebracht. Beide Männer sind in „befreundeter Feindschaft“ innig miteinander verbunden und verbringen ein Wochenende auf einem zerfallenden Barockschloss im Marchfeld, wo ihre höchst unterschiedlichen Lebenswelten aufeinanderprallen. Sie verstricken sich in semi-intellektuelle Diskussionen und Wortgefechte über den Status quo des modernen Österreichs. Ihre Standpunkte manifestieren sich in ihrem ebenfalls sehr unterschiedlichem Verhältnis zu dem Schloss und seinen Bewohnern.
Da ist beispielsweise der alte Baron, ein Relikt aus der k.u.k.-Zeit, dem die „neue Welt“ mit ihren Eigenarten letztlich fremd geblieben, um nicht zu sagen suspekt, ist. Er will eigentlich nur seine Ruhe und plant, einen Roman über einen galizischen Soldaten aus der untergegangenen Kaiserzeit zu schreiben. Dabei wird er massiv gestört von seinem windschnittigen Schwiegersohn in spe, der ihn dazu drängt, das ruinöse Schloss endlich wieder aufzuputzen. Oder da ist die Baronesse, des Alten Tochter, die sich durch die Familientradition zwischen dem Gestern und Heute stets hin und her geschubst fühlt und die sich durch die verfallenen Räume des Schlosses treiben lässt, um sich noch spüren zu können. Vor den Augen ihres Gatten gibt sie sich schließlich dem scheinbaren Verlierer Petrik hin. Und so ändert sich trotz all der Philosophiererei über die Notwendigkeit von Änderungen am Ende nichts. Das Moos auf den Steinen der dahinsiechenden Burg wird zum Sinnbild des Stillstands, zur Metapher für die Unfähigkeit zur Veränderung. Das zerfallene Schloss wuchert weiter zu. Nur wenige der Protagonisten akzeptieren am Ende ihres Erkenntniswochenendes, dass sie dazu verdammt sind, endlich in der Realität, der Gegenwart, anzukommen.

## Produktionsnotizen
Hauptdrehorte von Moos auf den Steinen waren Park und Schloss Niederleis und das Schloss Ladendorf im niederösterreichischen Weinviertel. Der Film wurde am 19. September 1968 auf dem Cork Film Festival erstmals präsentiert. Die deutsche Erstaufführung erfolgte spätabends am 22. September 1972 im ZDF.
Xaver Schwarzenberger war an diesem Film als Kameraassistent beteiligt.

## Kritiken
Auf filmtipps.at heißt es: „Ein bisserl "La Dolce Vita", ein bisserl "Der Leopard", ein bisserl Nouvelle Vague, aber doch so ganz und gar österreichisch in seiner Nostalgie und Sentimentalität vor allem der angeblich so "guten alten Monarchie" gegenüber.“

„Der Zusammenprall überkommener Kultur und Konvention mit dem zunehmend verflachenden Lebensstil im Österreich der 60er Jahre wird in geschönten Bildern beschrieben.“

Bei film.at ist zu lesen: „»... spielt's Wirklichkeit, Kinder« ist der Kernhalbsatz des Films, in dem die hybride, zum Paradoxen neigende Realität des Kinos der siebziger Jahre steckt. Es passt, dass Georg Lhotsky nach diesem Manifestwerk einer austriakischen Kino-Erneuerung erst einmal rund eine Dekade Fernsehen machte.“
Auf Schnittberichte.com heißt es: „Die Literaturverfilmung nach Gerhard Fritschs gleichnamigem Roman gilt in der Filmwissenschaft wegen seiner inhaltlich und stilistisch deutlichen Unterscheidung von früheren Filmen als erstes Exponat des Neuen Österreichischen Films.“